# TIME FOR BRUNCH
SHUKAN CHINTAI presents TIME FOR BRUNCH（しゅうかんちんたい・プレゼンツ・タイム・フォー・ブランチ）は、2001年8月5日から2013年3月31日までJ-WAVEで放送されたラジオ番組である。提供はCHINTAI株式会社。

## 概要
毎週東京都内のひとつの街がテーマとしており、その街をはなと番組スタッフが歩いて取材をした模様を、スタジオからのコメントとあわせて放送していた。番組中ではリスナーからのその街に関するメール・FAXも紹介された。
番組の前身は2001年7月29日まで放送されていたSHUKAN CHINTAI presents TIME AFTER TIMEで、リスナーから「リカレント・ヒッツ」（いわゆる「懐メロ」のリクエスト）を募集し、また毎週ゲストを招くスタイルの番組だった。2001年8月からこの番組タイトル・内容に一新され、ナビゲーターは前身番組を担当していた大槻りこが引き続き担当。2003年4月に大槻が産休に入るのに伴い降板し、ナビゲーターがはなに交代した。2004年4月からは日曜午前のワイド番組のFREE TEMPOに内包され50分に短縮。FREE TEMPO終了以降も同時間帯のワイド番組内で放送された。
提供読みはJ-WAVEの通常使われている物でなく一般的な「この番組はCHINTAIの提供でお送りします（しました）が使われていた。

## 放送時間
- 日曜 11:30-12:30（2001年8月 - 2004年3月）
- 日曜 11:40-12:30（2004年4月 - 2013年3月）

## 歴代ナビゲーター
- 大槻りこ （2001年8月 - 2003年3月）
- はな （2003年4月 - 2013年3月）

### 代理を担当したナビゲーター
- 宮本絢子（2008年11月2日 - 2008年12月28日）

当番組を内包するHAPPINESSのナビゲーター。スタジオ・散歩の両パートともに担当。

## 特別番組
- 2009年2月11日 SHUKAN CHINTAI presents TIME FOR BRUNCH 〜SPECIAL EDITION〜 (9:00-17:55)

J-WAVE HOLIDAY SPECIALとして放送。レギュラー放送ナビゲーターのはなに加えて、「HAPPINESS」から宮本絢子がナビゲーターとして、NICOがリポーターとしてそれぞれ出演した。
- 2009年9月23日 ABLE presents TIME FOR A NEW LIFE (9:00-17:55)

J-WAVE HOLIDAY SPECIALとして放送。はなと宮本絢子がメインナビゲーターを担当し、東京近郊の商店街にスポットを当てて各商店街での取材の模様を紹介した。

## 番組関連書籍
番組で取り上げた内容を元にした単行本として下記の書籍が出版されている。
- タイム・フォー・ブランチ はなの東京散歩（2004年、ISBN 4-89194-703-9、PARCO出版）